# Pleiocorm

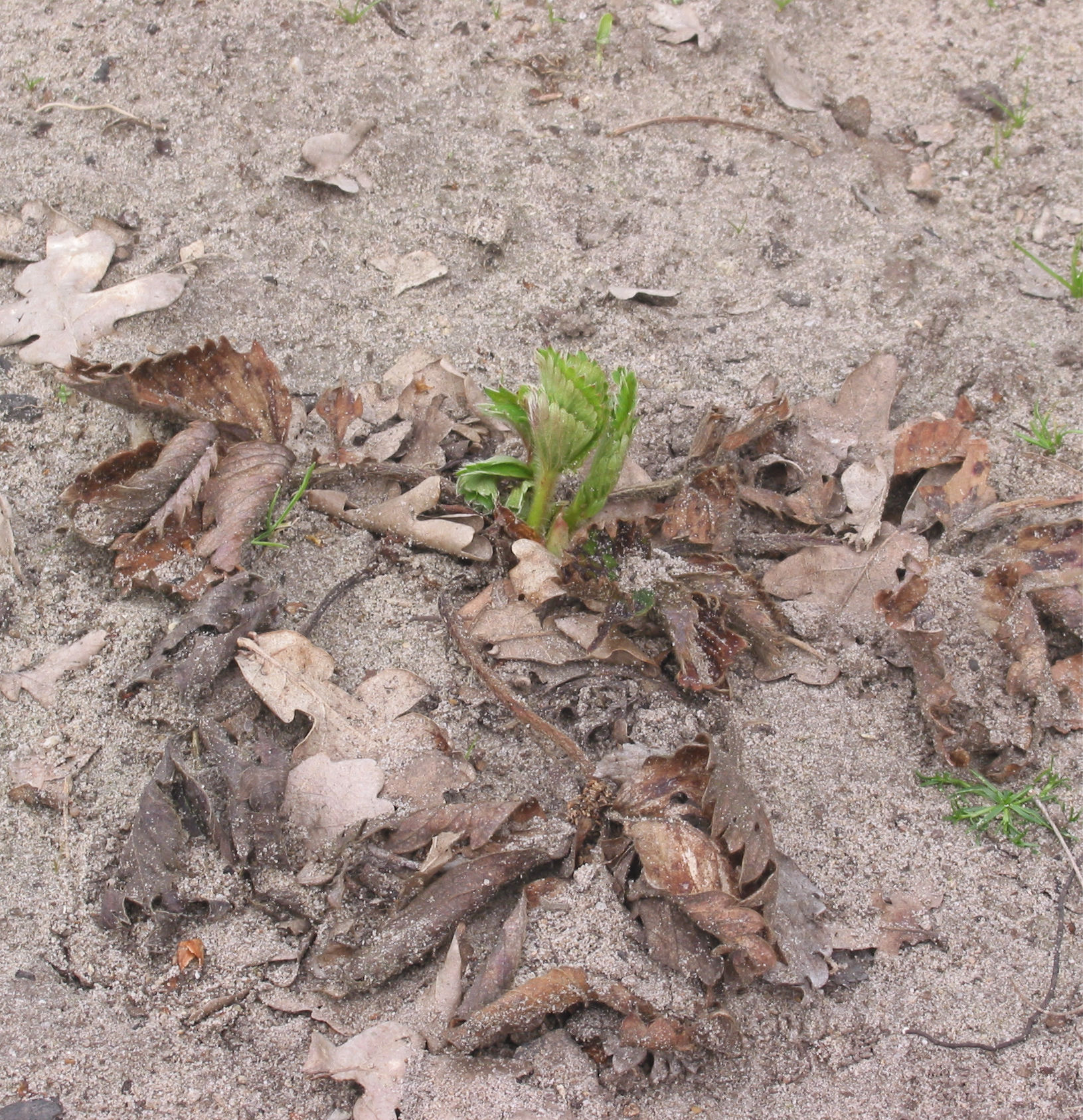
De aardbei is een pleiocorme vaste plant

Pleiocorm ook wel pleiocorme vaste planten genoemd, zijn vaste planten, waarbij de bovengrondse delen afsterven en nieuwe scheuten ontstaan uit knoppen in de oksels van de basale bladeren bij de overgang tussen de stengel en de wortel.